# Venezuelas herrlandslag i fotboll
Venezuelas herrlandslag i fotboll spelade sin första officiella landskamp den 12 februari 1938, då man förlorade med 1-3 mot Panama i Panama City i samband med de centralamerikanska och karibiska spelen. Venezuela har ännu aldrig deltagit i VM, men deltog i fotbollsturneringen vid olympiska sommarspelen 1980 i Moskva.